# Великий (струмок)
Вели́кий — струмок в Україні, у Тячівському районі Закарпатської області. Лівий доплив Тересви (басейн Дунаю).

## Опис
Довжина струмка приблизно 6 км. Формується з багатьох безіменних струмків.

## Розташування
Бере початок на північному заході від села Водиця. Тече переважно на північний захід по території гірськолижного комплексу «Великий» і в селі Калини впадає у річку Тересву, праву притоку Тиси. 
Струмок перетинає автомобільна дорога Т 0728.